# Nephrotoma metallescens
Nephrotoma metallescens là một loài ruồi trong họ Ruồi hạc (Tipulidae). Chúng phân bố ở miền Ấn Độ - Mã Lai.